# Adoxomyia fenestrata
Adoxomyia fenestrata är en tvåvingeart som först beskrevs av Macquart 1846.  Adoxomyia fenestrata ingår i släktet Adoxomyia och familjen vapenflugor. Inga underarter finns listade i Catalogue of Life.